# NGC 384
NGC 384 je galaksija u zviježđu Ribe.

## Vanjske poveznice
- SEDS: NGC 384